# آشپزی موریتانی

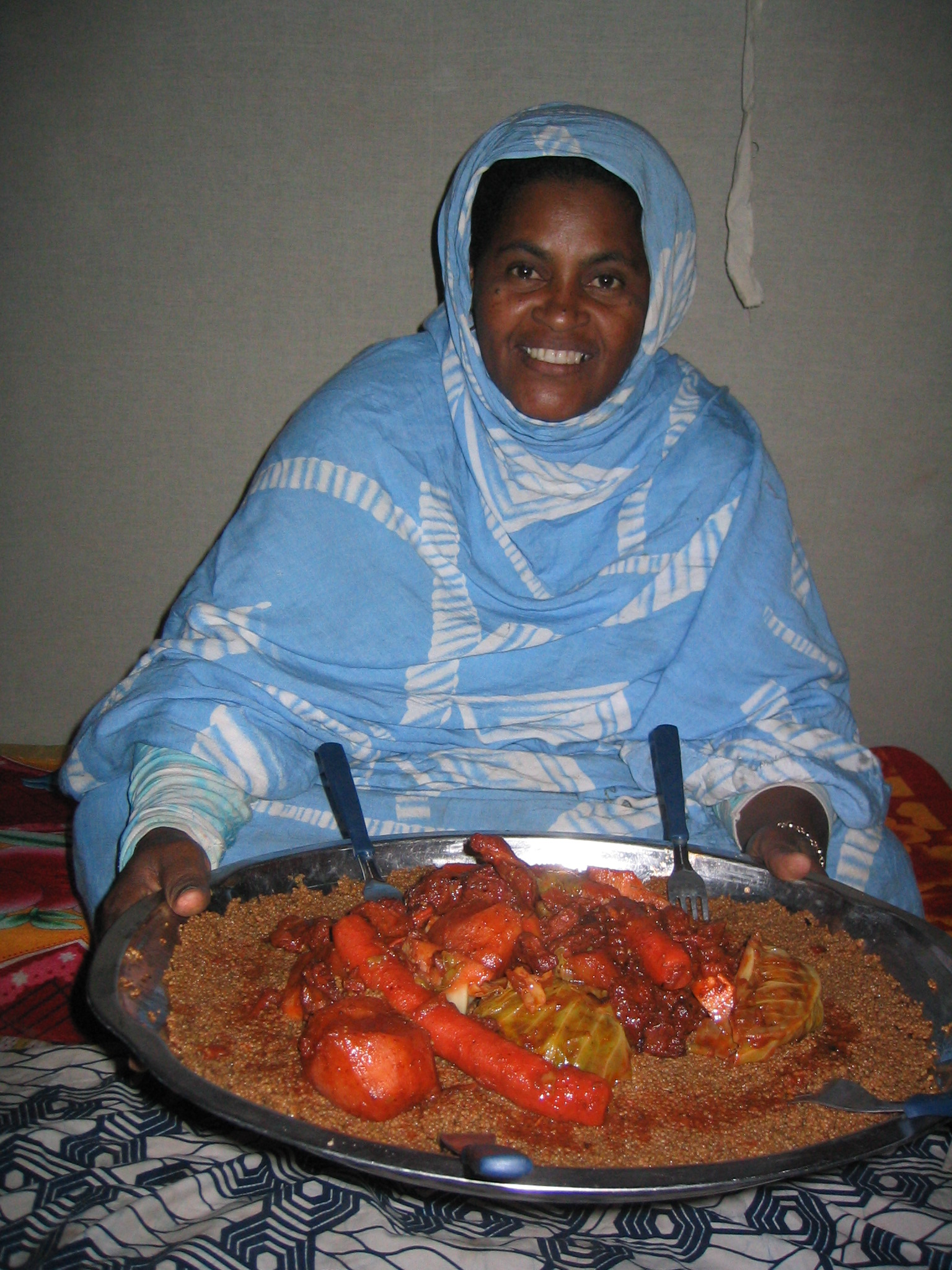
کوسکوس شتر، تهیه شده در زیر چادر در تپه‌های شنی آجوئر (موریتانیا)

موقعیت موریتانی

آشپزی موریتانی شامل شیوه‌های آشپزی کشور موریتانی است. از نظر تاریخی، آنچه امروز موریتانی نامیده می‌شود تحت تأثیر مردم عرب، بربرها و آفریقایی‌ها قرار گرفته است که در آن زندگی کرده و با کاروان شتر از این مناظر «خشن» که با تپه‌های صحرای آفریقا مشخص شده، عبور کرده‌اند. بین این سبک با آشپزی مراکشی در شمال و آشپزی سنگالی در جنوب همپوشانی وجود دارد.
نفوذ استعمار فرانسه (موریتانیا تا سال ۱۹۶۰ مستعمره بود) نیز در تأثیر گذاری بر آشپزی این سرزمین نسبتاً منزوی، نقش داشته است. الکل در دین مسلمانان ممنوع است و فروش آن تا حد زیادی به هتل‌ها محدود می‌شود. چای نعناع به‌طور گسترده مصرف می‌شود و برای ایجاد کف در آن از ارتفاع بیشتری ریخته می‌شود. به‌طور سنتی، وعده‌های غذایی به صورت جمعی خورده می‌شود.

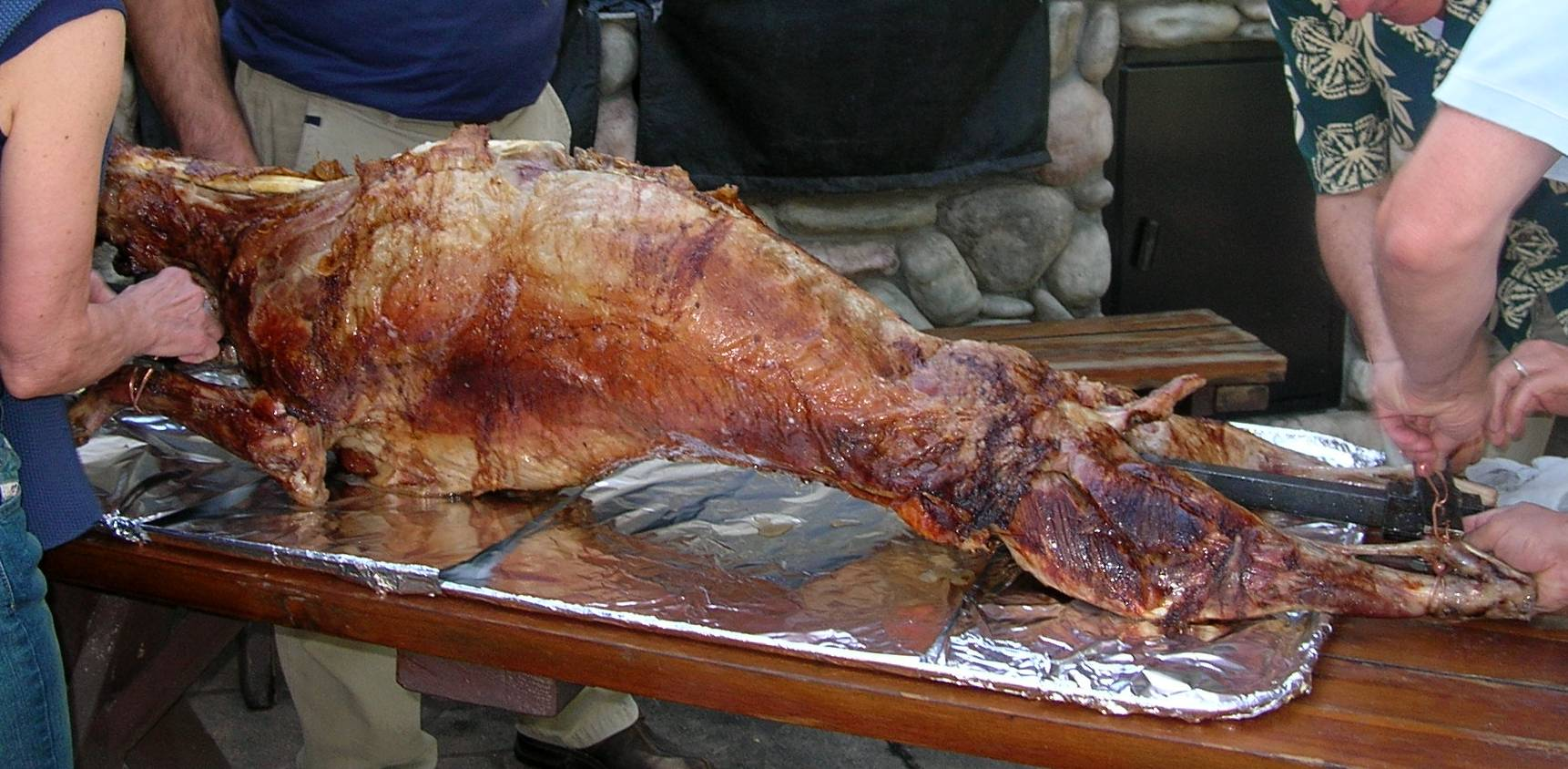
مچویی

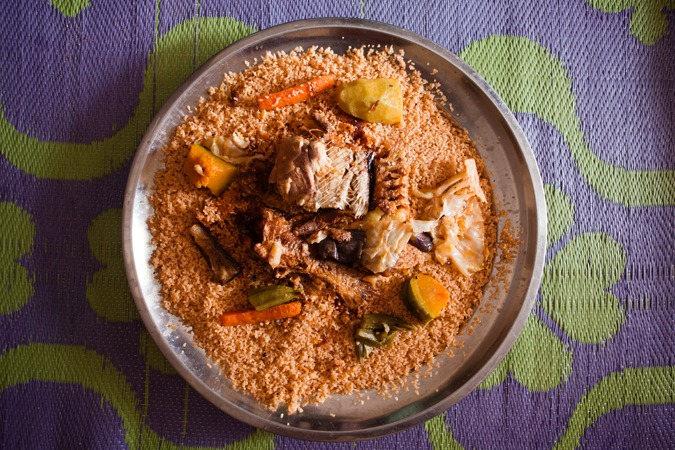
Thieboudienne در موریتانی